# Lialis jicari
Lialis jicari är en ödleart som beskrevs av  George Albert Boulenger 1903. Lialis jicari ingår i släktet Lialis och familjen fenfotingar. Inga underarter finns listade i Catalogue of Life.
Arten förekommer endemisk i Västpapua, Indonesien. Honor lägger ägg.